# II Państwowe Liceum i Gimnazjum im. Juliusza Słowackiego w Tarnopolu
II Państwowe Liceum i Gimnazjum im. Juliusza Słowackiego w Tarnopolu – polska szkoła z siedzibą w Tarnopolu w okresie II Rzeczypospolitej, od 1938 o statusie gimnazjum i liceum ogólnokształcącego.

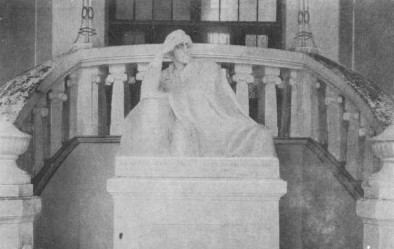
Pomnik Juliusza Słowackiego przy gimnazjum

## Historia
Pierwotnie w okresie zaboru austriackiego w 1905 zostało założone gimnazjum jako filia C. K. I Gimnazjum Państwowego w Tarnopolu. Placówka została otwarta 1 lutego 1906 tj. od początku drugiego półrocza w roku szkolnym 1905/1906. W 1908 zakład został przekształcony w osobne II Gimnazjum typu klasycznego dawnego.
Po odzyskaniu przez Polskę niepodległości władze II Rzeczypospolitej podjęły decyzję o przekształceniu gimnazjum w tym neoklasyczny. W latach 20. gimnazjum funkcjonowało pod adresem ul. Stanisława Konarskiego 1, 2.  W 1926 w gimnazjum prowadzono osiem klas w 16 oddziałach, w których uczyło się 598 uczniów wyłącznie.
Zarządzeniem Ministra Wyznań Religijnych i Oświecenia Publicznego Wojciecha Świętosławskiego z 23 lutego 1937 „II Państwowe Gimnazjum im. Juliusza Słowackiego w Tarnopolu” zostało przekształcone w „II Państwowe Liceum i Gimnazjum im. Juliusza Słowackiego w Tarnopolu” (państwową szkołę średnią ogólnokształcącą, złożoną z czteroletniego gimnazjum i dwuletniego liceum), a po wejściu w życie tzw. reformy jędrzejewiczowskiej szkoła miała charakter męski, a wydział liceum ogólnokształcącego był prowadzony w typie humanistycznym.

## Dyrektorzy
- Walerian Heck (kier. mianowany 25 XI 1905[4] do 15 XI 1907[5][6])
- Michał Siwak (08.VIII.1908-09.II.1911)[7][8][1]
- Włodzimierz Lenkiewicz (jako kier. od 28.III.1911[8], jako dyr. od 22.III.1913[9] do 30.XI.1931[10][11])
- dr Adam Heilpern p.o. (1931-)[12][13]

## Nauczyciele
- Jan Killar
- ks. Leopold Klementowski[14]
- Tadeusz Ładogórski
- Adam Przyboś
- Leon Schnür-Pepłowski
- Stanisław Widacki
- Andrzej Wyka

## Absolwenci
W nawiasie podano rok złożenia matury.
- Antoni Adamiuk – duchowny (1933)
- Kazimierz Bigda – oficer (1912)
- Czesław Blicharski – lotnik
- Otton Blutreich – major piechoty Wojska Polskiego, kawaler Virtuti Militari (1914)
- Karol Dejna – językoznawca (1930)
- Antoni Dobrzański – lekarz (1912)
- Piotr Kaczała – podpułkownik piechoty Wojska Polskiego, kawaler Virtuti Militari (1913)
- Ludwik Kubasiewicz – major piechoty Wojska Polskiego, kawaler Virtuti Militari (1912)
- Roman Kuntze – zoolog
- Leon Mrzygłocki – adwokat (1931)
- Józef Skrzypek – skrzypek (1924)
- Stanisław Sobotkiewicz – pisarz
- Stefan Ślopek – lekarz
- Ryszard Zyga – oficer (1940)

Uczniowie
- Bronisław Włodarski – historyk